# Democrazia del microfono
Democrazia del microfono è il secondo album in studio del cantante italiano Piotta, pubblicato nel 2000 dalla Antibemusic.

## Tracce
1. Capitolo II – 1:06
2. Il mondo della gente – 3:07
3. Ognuno con un se (ft. Primo) – 4:20
4. Democrazia del microfono (ft. Grandi Numeri) – 4:16
5. Muffa & cianuro – 0:42
6. Kurtis Blow – 0:26
7. Tequila (il mambo del giubileo) – 3:33
8. Prendi una vacanza dalla vita e visita i tuoi sogni – 3:11
9. Fra il palco & lo studio – 1:24
10. Robba potente (ft. Cor Veleno e Flaminio Maphia) – 3:22
11. Balla il kung fu (l'urlo di Piotta terrorizza l'occidente) – 3:33
12. Cos'è successo? – 3:06
13. Antidoto – 2:50
14. Mercante di sogni – 1:16
15. Roma calibro 9 (primo tempo) – 2:53
16. In fissa per il rap (rmx) (ft. Cor Veleno) – 3:47
17. Femme fatale – 3:30
18. Musical Climax – 0:20

Tracce bonus
1. La mossa del giaguaro (ft. Jenny B) – 3:47
2. Il mambo del giubileo (Capocotta vrs) – 3:32

## Formazione
- Piotta – voce
- Piero Masciarelli – chitarra
- Paulo La Rosa – percussioni
- Flavia Martinelli – cori